# العلاقات المجرية المالطية
العلاقات المجرية المالطية هي العلاقات الثنائية التي تجمع بين المجر ومالطا.

## مقارنة بين البلدين
هذه مقارنة عامة ومرجعية للدولتين:
| وجه المقارنة                                              | المجر                                                       | مالطا                                                     |
| --------------------------------------------------------- | ----------------------------------------------------------- | --------------------------------------------------------- |
| المساحة (كم2)                                             | 93.04 ألف                                                   | 316                                                       |
| عدد السكان (نسمة)                                         | 9.78 مليون                                                  | 465.29 ألف                                                |
| الكثافة السكانية (ن./كم²)                                 | 105.12                                                      | 147.24 ألف                                                |
| العاصمة                                                   | بودابست                                                     | فاليتا                                                    |
| اللغة الرسمية                                             | لغة مجرية                                                   | اللغة المالطية، لغة إنجليزية                              |
| العملة                                                    | فورنت مجري                                                  | يورو، ليرة مالطية                                         |
| الناتج المحلي الإجمالي (بليون دولار)                      | 139.14 مليار                                                | 12.54 مليار                                               |
| الناتج المحلي الإجمالي (تعادل القوة الشرائية) بليون دولار | 260.42 مليار                                                | 14.68 مليار                                               |
| الناتج المحلي الإجمالي الاسمي للفرد دولار أمريكي          | 12.36 ألف                                                   | 22.60 ألف                                                 |
| الناتج المحلي الإجمالي للفرد دولار أمريكي                 | 25.07 ألف                                                   |                                                           |
| مؤشر التنمية البشرية                                      | 0.828                                                       | 0.839                                                     |
| رمز المكالمات الدولي                                      | +36                                                         | +356                                                      |
| رمز الإنترنت                                              | .hu                                                         | .mt                                                       |
| المنطقة الزمنية                                           | ت ع م+01:00، ت ع م+02:00، أوروبا/بودابست ‏، توقيت وسط أوروبا | توقيت وسط أوروبا، ت ع م+01:00، ت ع م+02:00، أوروبا/مالطا ‏ |

## مدن متوأمة
في ما يلي قائمة باتفاقيات التوأمة بين مدن مجرية ومالطية:
- ترتبط كوسيغ مع مارساسكالا باتفاقية توأمة منذ 1995.

## منظمات دولية مشتركة
يشترك البلدان في عضوية مجموعة من المنظمات الدولية، منها:
| علم المنظمة | اسم المنظمة                               | تاريخ انضمام المجر | تاريخ انضمام مالطا |
| ----------- | ----------------------------------------- | ------------------ | ------------------ |
|             | الاتحاد الأوروبي                          | 1 مايو 2004        | 1 مايو 2004        |
|             | وكالة ضمان الاستثمار متعدد الأطراف        | 21 أبريل 1988      | 12 سبتمبر 1990     |
|             | الأمم المتحدة                             | 14 ديسمبر 1955     | 1 ديسمبر 1964      |
|             | الفريق المعني برصد الأرض                  | ?                  | ?                  |
|             | منظمة حظر الأسلحة الكيميائية              | ?                  | ?                  |
|             | منظمة التجارة العالمية                    | 1995               | ?                  |
|             | منظمة الشرطة الجنائية الدولية             | ?                  | ?                  |
|             | منظمة الأمن والتعاون في أوروبا            | 25 يونيو 1973      | 25 يونيو 1973      |
|             | يونسكو                                    | 14 سبتمبر 1948     | 10 فبراير 1965     |
|             | مجلس أوروبا                               | 6 نوفمبر 1990      | ?                  |
|             | الاتحاد البريدي العالمي                   | ?                  | ?                  |
|             | البنك الدولي للإنشاء والتعمير             | 7 يوليو 1982       | 26 سبتمبر 1983     |
|             | الاتحاد الدولي للاتصالات                  | 1866               | 1965               |
|             | مؤسسة التمويل الدولية                     | 29 أبريل 1985      | 1 يونيو 2005       |
|             | المنظمة الأوروبية لسلامة الملاحة الجوية   | 1992               | 1989               |
|             | المركز الدولي لتسوية المنازعات الاستشارية | 6 مارس 1987        | 3 ديسمبر 2003      |
|             | مجموعة أستراليا                           | 1993               | 2004               |
|             | مجموعة الموردين النوويين                  | ?                  | ?                  |

## وصلات خارجية
- موقع وزارة الخارجية المجرية
- موقع وزارة الخارجية المالطية